# 20Ten
«20Ten» es el trigésimotercer álbum de estudio del músico estadounidense Prince. Fue lanzado el 10 de julio de 2010 por NPG Records; se entregaba al adquirir los periódicos Daily Mirror y Daily Record en el Reino Unido e Irlanda, y Het Nieuwsblad y De Gentenaar en Bélgica (covermount). También se incluyó el 22 de julio de 2010 con la revista Rolling Stone en Alemania y con Courrier International en Francia. El álbum fue producido, arreglado, compuesto e interpretado por Prince, suponiendo el trigésimo tercer disco de estudio del artista lanzado en el Reino Unido. El Daily Mirror lo describió en su crítica como un disco con elementos de funk, rock y soul.

## Recepción
El columnista Tony Parsons examinó el álbum para el Daily Mirror, el periódico con el que se comercializaba. Escribió que era "tan bueno, un clásico como su segundo álbum Prince (1979), como Purple Rain (1984) y 1999 (1982)" y que era "su mejor disco desde Sign “☮” the Times hace 23 años." La edición alemana de la revista Rolling Stone también lo situaba como el mejor esfuerzo de Prince desde 1992. Jason Draper de NME puntuó el álbum con un 4 sobre 10, señalando que si bien "tiene sus momentos", "de ninguna manera" sería su mejor disco en veintitrés años, aunque sí lo sería de los últimos cuatro.

## Lista de canciones
1. "Compassion" (3:57)
2. "Beginning Endlessly" (5:27)
3. "Future Soul Song" (5:08)
4. "Sticky Like Glue" (4:46)
5. "Act of God" (3:13)
6. "Lavaux" (3:03)
7. "Walk in Sand" (3:29)
8. "Sea of Everything" (3:49)
9. "Everybody Loves Me" (4:08)
10. "Laydown" (3:07)

Todas las canciones fueron escritas por el propio Prince.

## Intérpretes
- Prince - realizó todas las actuaciones musicales, excepto las indicadas a continuación
- Liv Warfield - coros
- Shelby J - coros
- Elisa Dease - coros
- Maceo Parker - Instrumento de viento-metal
- Greg Boyer - Instrumento de viento-metal
- Ray Monteiro - Instrumento de viento-metal

## Lanzamiento
Prince reveló el nombre del álbum al recibir un premio por su trayectoria en los Bet Awards en junio de 2010. El disco estaba concebido desde el inicio para ser incluido en su lanzamiento junto con publicaciones periódicas europeas el 10 de julio. Se distribuyeron más de dos millones y medio de copias fueron distribuidas por Trinity Mirror, el editor del Daily Mirror y Daily Record.
Prince apareció en dichas publicaciones, a las que le concedió su primera entrevista a un periódico británico en más de diez años. El álbum no estaba disponible como descarga digital o en tiendas al por menor. Prince dijo a The Mirror que este método de lanzar el álbum era "la mejor manera de hacerlo... no hay listas de ventas, ni piratería en Internet ni estrés". El editor publicó que las ventas del Daily Mirror aumentaron a 334.000 ejemplares, y las ventas de The Daily Record aumentaron en 45.000 copias el día en que incluía el álbum.
La edición alemana de la revista Rolling Stone y el semanario francés Courrier Internacional lanzaron el álbum el 22 de julio de 2010. Prince ya había lanzado su álbum Planet Earth de julio de 2007 en virtud de un acuerdo similar con el periódico británico The Mail on Sunday. A partir de julio de 2010 había planes para lanzarlo en EE. UU.

### Datos de lanzamiento
| Región                | Fecha               | Publicación                  | Nivel       | Formato |
| --------------------- | ------------------- | ---------------------------- | ----------- | ------- |
| Reino Unido / Irlanda | 10 de julio de 2010 | Daily Mirror, Daily Record   | NPG Records | CD      |
| Bélgica               | 10 de julio de 2010 | Het Nieuwsblad, De Gentenaar | NPG Records | CD      |